# Брікнер Олександр Густавович
Олександр Густавович Брікнер (нім. Alexander Brückner; 24 червня 1834) — 4 листопада 1896) — російський історик XVII–XVIII ст.

## Життєпис
Народився в Санкт-Петербурзі 24 червня 1834 (за іншими даними в Німеччині) у родині негоціанта.
Вчився у Петропавлівському училищі Санкт-Петербургу, після закінчення якого займався торгівлею. У 1857–1860 вчився в Гейдельберзькому, Берлінському, Дрезденському університетах, отримав історичну освіту. У 1860 у Гайдельбергу захистив дисертацію «Zur Geschichte des Reichstags zu Worms» і одержав ступінь доктора філософії. У 1861 повернувся до Санкт-Петербурга, де у 1861–1867 викладав історію на кафедрі загальної історії в училище Правознавства. У 1864 у С.-Петербурзькому університеті захистив магістерську дисертацію «Мідні гроші в Росії (1653–1663)». 1867 одержав у Дерптському університеті ступінь доктора загальної історії за дисертацію «Finanzgeschichtliiche Studien. Kupfergeldkrise». Викладав у Санкт-Петербурзькому університеті як приват-доцент.
Навесні 1867 був запрошений на посаду екстра-ординарного професора до Імператорського Новоросійського університету, у 1868 став ординарним профсоромм Імператорського Новоросійського університету. Викладав курси римської та давньогрецької історії, історію французької революції, методологію історії.
У листопаді 1871 залишив Одесу, бо був вибраний професором на кафедру російської історії в Дерптський університет. У Дерптському університеті пропрацював 19 років. У 1891, за наказом міністерства, був переведений до Казанського університету. Це призначення було покаранням за незалежність поглядів і намагання висвітлити таємниці династії Романових. Вийшовши у відставку, в 1892 переселився до Німеччини, у Ієну, де й помер 4 листопада 1896.

## Науковий доробок
Автор більш ніж 200 історичних праць, був не тільки самостійним дослідником, але й яскравим популяризатором нових явищ у російської історіографії. Його праці були присвячені, головним чином, культурній й політичній історії Росії XVII і XVIII ст. Головною темою досліджень був процес «європеїзації» Росії, шляхом проникнення західноєвропейських понять і інтересів. Результати своїх робіт на цю тему виклав у великій праці «Європеїзація Росії». Надавав особливого значення часам Петра Великого, підкреслював відсталість російського життя періоду Московського царства. Історик розглядає Петровську реформу як головний етап розвитку російського суспільства та держави, що привела до докорінних змін структури суспільства, підкреслюючи значну роль іноземців у цьому процесі. Головна праця — «Історія Петра Великого» зустріла сувору оцінку з боку фахівців, які критикували автора за суб'єктивізм, популяризаторство, відсутність патріотизму, зневагу до російських традицій. Російські вчені-державники намагалися представити роботи Брікнера тільки як публіцистику, що не має ніякого відношення до історії. Але ці роботи мають самостійні наукові висновки і вагому фактологічну базу. Велика кількість робіт присвячена епохи Катерини ІІ («Історія Катерини II», що з'явилася спочатку в 1883 німецькою, а у 1885 — у російській переробці). Докладно розглядав історію зовнішніх політики Росії, історії війн Росії, історії фінансів. В останні роки життя почав створювати велику працю з загальної історії Росії (для серії «Geschichte der europaischen Staaten» Геерена й Укерта для німецьких читачів). Вийшла тільки перша частина цієї праці, задуманого в 2-х тт.: «Geschichte Russland bis zum Ende des XVIII Jahrhunderts. B. I. Ueberblick der Entwickelung bis zum Tode Peters des Grossen» (Гота, 1896). Найбільш скандальними книгами стали надруковані вже після смерті автора: «Історія Павла І» (-СПб., 1897) та «Смерть Павла I» (1897, німецькою мовою під ініціалами Р. Р.). Автор висвітлив у них правду про вбивство Павла І, що було одною із заборонених тем російської історії.

## Праці
- Медные деньги в России 1656—1663 гг. и денежные знаки в Швеции 1716—1719, -СПБ, 1864;
- Материалы для истории финансов в России. -СПБ, 1867; Конфедерация в Аньяле// ЖМНП. 1868. — Т.137; * Война России со Швецией в 1788-90 гг.// ЖМНП. 1869. — Т.141-144;
- Война со Шведцией. — СПб., 1869;
- Император Иоанн Антонович и его родственники. -СПб., 1874;
- Россия по известиям Плейера и Фокеродта // ЖМНП. — 1874. — Т. 171;
- Об издании дневника Храповицкого. -Дерпт, 1876;
- Иван Посошков, как экономист.-СПб., 1876;
- Юрий Крижанич о Восточном Вопросе // Древняя и Новая Россия, 1876. -Т. 3;
- Русские туристы-дипломаты в Италии в XVII ст. // Русский Вестник. — 1877, — № 3, 4, 7;
- Патрик Гордон и его дневник// ЖМНП. — 1877—1878. Т. 196, 197;
- Патрик Гордон и его дневник. — СПб., 1878;
- Der Zarewitsch Alexei. Geidelberg, 1880;
- Материалы для источниковедения истории Петра Великого// ЖМНП. 1879. — Т 205, 1881, Т. 213;
- Большая Комиссия, 1767-68 гг.// ЖМНП. 1881.-Т. 217,218;
- История Петра Великого. — Т. 1-2. — СПб., 1882;
- Жизнь Петра III до вступления на престол// Русский Вестник. 1883—1884. — Т. 153;
- Лаврентий Рингубер// ЖМНП. — 1884. -Т.2; История Екатерины ІІ. — Т. 1-3. — СПб., 1885;
- Потемкин // Новь. 1887. Т. 13-17; Англия, Пруссия и Россия 1787—1791 гг.// Русск. Вестник. 1887. — Т. 191, 193;
- Густав IV и Екатерина II в 1796 г.// Вестник Европы. — 1890, № 8-11;
- Материалы для жизнеописания графа Н. П. Панина. Т. 1-4. — СПБ. 1882—1892; Потемкин. -С.-Пб., 1891; * Die Europaisirung Russlands. Land und Volk" (Гота, 1888). "Geschichte Russland bis zum Ende des XVIII Jahrhunderts. B. I. Ueberblick der Entwickelung bis zum Tode Peters des Grossen. — Gota, 1896; * История Павла І. -СПб., 1897; Иллюстрированная история Петра Великого. -СПб., 1902. В 2- тт.;
- Смерть Павла I.-М., 2000.